# Панов, Иван Дмитриевич
Иван Дмитриевич Панов (27 марта 1899,  с. Старый Кадом, Тамбовская губерния, Российская империя —  1975, Рязань, РСФСР,  СССР) — советский военачальник, полковник (1942).

## Биография
Родился 27 марта 1899 года в селе Старый Кадом, ныне  в Кадомском районе Рязанской области. Русский.

### Военная служба

#### Гражданская война
2 марта 1918 года добровольно вступил в РККА и служил санитаром в Пятигорском Красноармейском госпитале. В марте 1919 года при прорыве белыми фронта и отхода частей 11-й армии вместе с госпиталем попал в плен к деникинским войскам. Будучи в плену, несколько месяцев работал санитаром в том же госпитале в Пятигорске. После освобождения города частями Красной армии в январе 1920 года назначен помощником заведующего хозяйством госпиталя. В том же году вступил в отряд особого назначения, который формировался при городском комитете ВКП(б). В декабре 1920 года командирован на 37-е пехотные Тихорецкие командные курсы. Там же выдержал вступительный экзамен и был направлен в Москву в Главное управление вузов, а оттуда — в 1-ю Объединенную военную школу им. ВЦИК. Член ВКП(б) с 1920 года.

#### Межвоенные годы
6 ноября 1923 г. окончил ее и назначен в 49-й стрелковый полк 17-й Нижегородской стрелковой дивизии МВО, где проходил службу командиром взвода, помощником командира и врид командира роты, врид начальника полковой школы, врид командира батальона. В мае 1929 года переведен курсовым командиром и командиром роты курсантов в Московскую пехотную школу. В мае 1931 года согласно приказу РВС СССР № 02 выдержал испытание по материальной части оружия, а в октябре 1932 года на отлично сдал на классность из пулемета «Максим». В этот же период участвовал в состязаниях по стрельбе из пулемета «Максим», где получил 1-й приз. В апреле 1933 года переведен в БВО на должность командира и политрука роты 243-го стрелкового полка 81-й стрелковой дивизии. С марта 1935 года исполнял должность начальника штаба батальона и врид командира батальона в 23-м стрелковом полку 8-й стрелковой дивизии. В 1937 года уволен в запас. После рассмотрения его дела приказом НКО от 2 апреля 1938 года восстановлен в кадрах РККА и назначен в 142-й стрелковый полк 48-й стрелковой дивизии, где исполнял должности начальника штаба батальона и врид начальника полковой школы. В сентябре 1939 года переведен в штаб 47-го стрелкового корпуса ЗапОВО на должность помощника начальника оперативного отдела. Участвовал в Советско-финляндской войне в составе 9-й армии, за что получил благодарность и был награжден часами от Военного совета армии. В декабре 1940 года майор  Панов был зачислен слушателем на курсы «Выстрел».

#### Великая Отечественная война
С началом  войны 25 июня 1941 года он с курсов был направлен в распоряжение Военного совета Северо-Западного фронта и вступил в командование 190-м запасным стрелковым полком. Формировал этот полк и командовал им до середины сентября, затем был назначен командиром 1318-го стрелкового полка 163-й стрелковой дивизии. До середины января 1942 года дивизия, находясь в составе 34-й армии, занимала оборону в районе Сухая Нива и Крутики Валдайского района, затем участвовала в Демянской наступательной операции. В начале марта в ходе наступательных боев в районе Лычково подполковник Панов был ранен, после чего до 22 апреля находился в госпитале в города Валдай, За успешное командование полком Панов был награжден орденом Красного Знамени.
После излечения вступил в должность заместителя командира 163-й стрелковой дивизии. С 10 сентября 1942 года переведен на должность заместителя командира 171-й стрелковой дивизии. С 11 октября допущен к командованию 161-й отдельной курсантской стрелковой бригадой. С 20 марта по 19 апреля 1943 года на базе бригады в городе Алексин Тульской области. была сформирована 119-я стрелковая дивизия, а полковник  Панов утвержден ее командиром. До 12 июля она входила в 3-ю резервную армию МВО, затем была передана 21-й армии Западного фронта и вела бои западнее Спас-Деменска, на дальних и ближних подступах к Ельне. В должности командира этой дивизии полковник  Панов имел отрицательные характеристики. 3 августа 1943 года он сдал дивизию и убыл на учебу в Высшую военную академию им. К. Е. Ворошилова. 21 декабря окончил ее ускоренный курс и был направлен в распоряжение Военного совета 2-го Украинского фронта и прибытии назначен заместителем командира 297-й стрелковой Славянской дивизии. Ее части в составе 7-й гвардейской армии успешно действовали в Кировоградской наступательной операции. Приказом ВГК от 8 января 1944 года за освобождение города Кировоград ей было присвоено наименование «Кировоградская». В середине марта в ходе наступления дивизия форсировала реки Южный Буг, Днестр и вступила в Бессарабию. Под селом Гирово (северо-восточнее Яссы) 12 марта она отразила несколько ожесточенных контратак и вышла к реке Прут. За эти бои полковник Панов был награжден вторым орденом Красного Знамени. С 29 марта 1944 года дивизия вошла в 52-ю армию 2-го Украинского фронта и участвовала в Уманско-Ботошанской наступательной операции. В июне ее части в составе 27-й армии вели успешные наступательные бои южнее ст. Моквилень-Ларга по восстановлению линии фронта. В июне — августе 1944 года дивизия находилась в резерве фронта в районе Прэжени, Луперна, затем до конца сентября совершала марш по маршруту Галбений, Бакэу, Аджутноуа, Фокшаны, Бузэу, Плоешти, Питешти, Арад, Гай (всего 928 км). С 26 сентября она вошла в подчинение 53-й армии 2-го Украинского фронта и участвовала в Дебреценской наступательной операции. В ходе ее она форсировала реку Тисса и захватила плацдарм на ее правом берегу севернее и северо-западнее города Чонград, после чего вела бои по его удержанию и расширению. С 25 октября дивизия вошла в 7-ю гвардейскую армию и вела наступление в направлении Цеглед. 11 ноября 1944 года  Панов был назначен командиром 34-й гвардейской стрелковой дивизии, однако в должность не вступил — продолжал исполнять должность заместителя командира 297-й стрелковой Славянской Кировоградской дивизии. В ее составе участвовал в наступлении на будапештском направлении. С 24 декабря 1944 года допущен к и.д. командира 303-й стрелковой Верхнеднепровской Краснознаменной дивизии, входившей в состав 7-й гвардейской армии, и участвовал в Будапештской наступательной операции. К 27 декабря ее части вышли на восточный берег реки Грон и перешли к обороне. С 25 марта 1945 года дивизия под его командованием успешно действовала в Братиславско-Брновской и Пражской наступательных операциях.
За время войны комдив Панов  был  четыре  раза персонально упомянут в благодарственных в приказах Верховного Главнокомандующего.

#### Послевоенное время
После войны полковник  Панов продолжал командовать дивизией в ЦГВ. 16 октября 1945 года сдал дивизию и был зачислен в резерв 7-й гвардейской армии (по оргмероприятиям). В феврале 1946 года назначен заместителем командира 72-й гвардейской стрелковой Красноградской Краснознаменной дивизии КВО, переформированной в июле в 7-ю отдельную гвардейскую стрелковую Красноградскую Краснознаменную бригаду. С ноября 1950 года был преподавателем общевойсковых дисциплин на военных кафедрах в Днепропетровском индустриальном и Харьковском инженерно-строительном институтах. 28 сентября 1954 года гвардии полковник Панов уволен в запас.

## Награды
- орден Ленина (21.02.1945)[6][7]
- четыре ордена Красного Знамени (03.04.1942[8],  23.07.1944[9],   03.11.1944[7][10], 15.11.1950[7][11])
- орден Кутузова II степени (30.04.1945)[12]
  - медали в том числе:
  - «XX лет Рабоче-Крестьянской Красной Армии» (1938)[9]
  - «За победу над Германией в Великой Отечественной войне 1941—1945 гг.» (27.09.1945)[13]

Приказы (благодарности) Верховного Главнокомандующего в которых отмечен И. Д. Панов.
- За форсирование рек Грон, Нитра, прорыв обороны противника по западным берегам этих рек и овладение городами Комарно, Нове-Замки, Шураны, Комьятице, Врабле — сильными опорными пунктами обороны немцев на братиславском направлении. 30 марта 1945 года. № 318
- За овладение городами Трнава, Глоговец, Сенец — важными узлами дорог и опорными пунктами обороны немцев, прикрывающими подступы к Братиславе. 1 апреля 1945 года. № 326.
- За овладение штурмом важным промышленным центром и главным городом Словакии Братислава — крупным узлом путей сообщения и мощным опорным пунктом обороны немцев на Дунае. 4 апреля 1945 года. № 330.
- За овладение центром нефтеносного района Австрии городом Цистерсдорф. 17 апреля 1945 года. № 338